# Vrnčani (Gornji Milanovac)
Pour les articles homonymes, voir Vrnčani.
Vrnčani (en serbe cyrillique : Врнчани) est un village de Serbie situé dans la municipalité de Gornji Milanovac, district de Moravica. Au recensement de 2011, il comptait 331 habitants.

## Démographie

### Évolution historique de la population
| 1948 | 1953 | 1961 | 1971 | 1981 | 1991 | 2002 | 2011 |
| ---- | ---- | ---- | ---- | ---- | ---- | ---- | ---- |
| 864  | 850  | 736  | 637  | 586  | 484  | 383  | 331  |

|  |